# Orlando Woolridge
Orlando Vernada Woolridge (ur. 16 grudnia 1959 w Bernice, zm. 31 maja 2012 w Mansfield) – amerykański koszykarz, występujący na pozycji skrzydłowego, trener koszykarski.
Orlando Woolridge był członkiem związanej ze sportem rodziny. Jego kuzynem jest członek Koszykarskiej Galerii Sław im. Jamesa Naismitha – Willis Reed. Koszykarzami są też jego synowie – Royce, Renaldo i Zachary. Córka Orlando Woolridge'a – Tiana z kolei grała w siatkówkę na poziomie uniwersyteckim, a jego kuzynka Natasha Watley jest mistrzynią olimpijską w softballu.
Jako pierwszy koszykarz w historii wykonał oficjalnie wsad pod nogą podczas konkursu wsadów NBA w 1984 roku.
Kolejny tego typu wsad został wykonany w NBA dopiero 10 lat później. 

## Osiągnięcia
NCAA
- Uczestnik:
  - NCAA Final Four (1978)[3]
  - turnieju NCAA (1978–1981)[4]
- Zaliczony do III składu All-American (1981 przez UPI)[4]

Drużynowe
- Wicemistrz:
  - NBA (1989)[5]
  - Włoch (1995)
- Zdobywca:
  - pucharu:
    - Saporty (1995)
    - Włoch (1995)

  - superpucharu Włoch (1996)

Indywidualne
- MVP:
  - pucharu Włoch (1995)
  - superpucharu Włoch (1995)
  - meczu gwiazd ligi włoskiej (1996)
- 2-krotny uczestnik konkursu wsadów NBA (1984 – 7. miejsce, 1985 – 7. miejsce)[6]
- Wybrany do Galerii Sław Sportu Stanu  Luizjana (2010)[7]
- Zawodnik Tygodnia NBA (9.12.1984)[8]
- Lider strzelców finałów Pucharu Europy (1995)